# Dibenzofuran policlorat

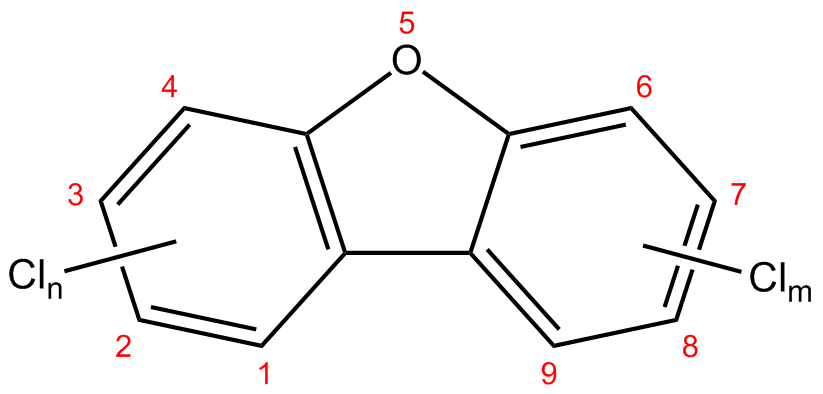
Estructura general dels dibenzofurans policlorats on 1 ≤ n+m ≤ 8. Tot i que s'anumeri la posició 5, en aquesta no s'hi pot trobar cap àtom de clor.

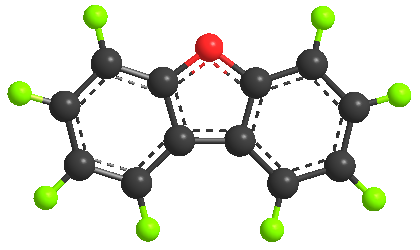
On els poden ser un àtom de Clor o d'Hidrogen

El dibenzofuran policlorat (DFPC o PCDF per les sigles en anglès) és un grup de compostos orgànics halogenats formats per un dibenzofuran amb un o més àtoms de clor units als carboni del dibenzofuran sovint anomenats 'furans'. Són semblants a les dioxines i formen part dels anomenats Contaminants orgànics persistents. El dibenzofuran policlorat es pot trobar com a 135 compostos diferents en funció del nombre de clors i de les posicions d'aquests anomenats congèneres. D'aquests congèneres, els més perillosos són els que tenen clors en les posicions 2,3,7 i 8. Els pocs que s'han pogut estudiar són compostos sòlids, incolors i poc solubles en aigua. En general, són compostos lipòfils, resistents a la degradació i àmpliament distribuïts al medi, per la qual cosa s'inclouen en la categoria dels contaminants orgànics persistents

## Formació
Els DFPC no són productes que es fabriquin intencionadament de forma industrial, ja que no tenen una utilitat coneguda. Només s'utilitzen en petites quantitats en laboratoris d'investigació i tan sols uns quants dels 135 han estat produïts en quantitats suficients que permetessin conèixer-ne les propietats com ara el color, l'olor, el gust i la toxicitat. Els dibenzofurans policlorats acostumen a aparèixer conjuntament amb les Dibenzodioxines Policlorades, ja que ambdós es poden formar tant per piròlisi com per incineració per sota dels 1200 °C de PVC, Policlorobenzens i productes orgànics clorats en general. Fins i tot es poden formar amb la piròlisi i incineració de productes orgànics no clorats amb presència de donants de clorurs.
També, els incendis accidentals i avaries en aparells electrònics tals com transformadors, condensadors, làmpades fluorescents, etc., que contenien bifenils policlorats i/o policlorobenzens, formen dibenzofurans policlorats per descomposició tèrmica. Com es va comprovar en els accidents de l'edifici Government Plaza de Binghamton, en un accident de Yusho al Japó i en un altre accident a Taiwan.

## Congèneres

### Isòmer

Estructura de 10 dels PCDFs amb més importància toxicològica.

| Nombre de clors (m+n) | Nombre d'isòmers |
| --------------------- | ---------------- |
| 1                     | 4                |
| 2                     | 16               |
| 3                     | 28               |
| 4                     | 38               |
| 5                     | 28               |
| 6                     | 16               |
| 7                     | 4                |
| 8                     | 1                |
| Total                 | 135              |

### Alguns Congèneres
| Nº de registre del CAS | Nom del CAS                           | Altres noms                                        | Formula molecular | Pes molecular (g/mol) |
| ---------------------- | ------------------------------------- | -------------------------------------------------- | ----------------- | --------------------- |
| 51207-31-9             | 2,3,7,8-Tetrachlorodibenzofuran       | F83; 2,3,7,8-TCDF; 2,3,7,8-tetra-CDF               | C₁₂H₄Cl₄O         | 305,98                |
| 57117-41-6             | 1,2,3,7,8- Pentachlorodibenzofuran    | F94; 1,2,3,7,8-PeCDF; 1,2,3,7,8-penta-CDF          | C₁₂H₃Cl₅O         | 340,42                |
| 57117-31-4             | 2,3,4,7,8-Pentachlorodibenzofuran     | F114; 2,3,4,7,8-PeCDF; 2,3,4,7,8-penta-CDF         | C₁₂H₄Cl₄O         | 340,42                |
| 70648-26-9             | 1,2,3,4,7,8-Hexachlorodibenzofuran    | Fl18; 1,2,3,4,7,8-HxCDF; 1,2,3,4,7,8-hexa-CDF      | C₁₂H₂Cl₆O         | 374,87                |
| 57117-44-9             | 1,2,3,6,7,8-Hexachlorodibenzofuran    | F121; 1,2,3,6,7,8-HxCDF; 1,2,3,6,7,8-hexa-CDF      | C₁₂H₂Cl₆O         | 374,87                |
| 72918-21-9             | 1,2,3,7,8,9-Hexachlorodibenzofuran    | F124; 1,2,3,7,8,9-HxCDF; 1,2,3,7,8,9-hexa-CDF      | C₁₂H₂Cl₆O         | 374,87                |
| 60851-34-5             | 2,3,4,6,7,8-Hexachlorodibenzofuran    | F130; 2,3,4,6,7,8-HxCDF; 2,3,4,6,7,8-hexa-CDF      | C₁₂H₂Cl₆O         | 374,87                |
| 67562-39-4             | 1,2,3,4,6,7,8-Heptachlorodibenzofuran | F131; 1,2,3,4,6,7,8-HpCDF; 1,2,3,4,6,7,8-hepta-CDF | C₁₂HCl₇O          | 409,31                |
| 55673-89-7             | 1,2,3,4,7,8,9-Heptachlorodibenzofuran | F134; 1,2,3,4,7,8,9-HpCDF; 1,2,3,4,7,8,9-hepta-CDF | C₁₂HCl₇O          | 409,31                |
| 39001-02-0             | Octachlorodibenzofuran                | F135; OCDF; octa-CDF; perchlorodibenzofuran        | C₁₂Cl₈O           | 444,76                |

### Propietats Fisicoquímiques
| Compost             | Punt de fusió (°C) | Solubilitat en aigua (mg/l.) | Pressió de vapor | Constant de la Llei de Henry (Pa·m³/mol) | log Ko/w | OMS-TEF (2005) |
| ------------------- | ------------------ | ---------------------------- | ---------------- | ---------------------------------------- | -------- | -------------- |
| 2,3,7,8-TCDF        | 227-228            | 4,19 x 10-4 a 22,7 °C        | 2 x 1O-6         | 1,5                                      | 6,53     | 0,1            |
| 1,2,3,7,8-PeCDF     | 225-227            |                              | 2,3 x 10-7       |                                          | 6,79     | 0,03           |
| 2,3,4,7,8-PeCDF     | 196-196,5          | 2,36 x 10-4 a 22,7 °C        | 3,5 x 10-7       | (0,5)                                    | 6,9      | 0,3            |
| 1,2,3,4,7,8-HxCDF   | 225,5-226,5        | 8,25 x 1O-6 a 22,7 °C        | 3,2 x 10-8       | (1,43)                                   |          | 0,1            |
| 1,2,3,6,7,8-HxCDF   | 232-234            | 1,77 x 10-5 a 22,7 °C        | 2,9 X 10-8       | (0,6)                                    |          | 0,1            |
| 1,2,3,7,8,9-HxCDF   | 246-249            |                              | 2,4 x 10-8       |                                          |          | 0,1            |
| 2,3,4,6,7,8-HxCDF   | 239-240            |                              | 2,6 x 10-8       |                                          |          | 0,1            |
| 1,2,3,4,6,7,8-HpCDF | 236-237            | 1,35 x 1O-6 a 22.7 °C        | 4,7 x 10-9       | (l,4)                                    | 7,92     | 0,01           |
| 1,2,3,4,7,8,9-HpCDF | 221-223            |                              | 6,2 x 10-9       |                                          |          | 0,01           |
| OCDF                | 258-260            | 1,16 x 1O-6 a 25 °C          | 5 x 10-10        | (0,2)                                    | 8,78     | 0,0003         |

Els números entre parèntesis són números calculats pel grup de treball de l'OMS que va avaluar el risc de càncer d'aquests compostos

## Medi Ambient
El problema amb els dibenzofurans policlorats i en general amb la majoria de compostos similars rau en el fet que són productes molt estables i molt poc reactius i, per tant, molt difícils d'eliminar tant del medi ambient com dels organismes, es calcula que tenen una vida mitjana en sòls d'uns 60 anys.
La majoria dels DFPC produïts pels homes es formen com a subproducte residual en la fabricació de productes clorats com ara substàncies per al tractament de la fusta, del metall i per a la producció de paper o com a subproductes d'incineracions. Els residus arriben al medi ambient ja sigui mitjançant abocadors, aigües residuals, o vapors d'incineració. Quan els dibenzofurans policlorats es troben a l'aire es poden escampar a llargues distàncies i això permet trobar-ne a llocs llunyans de l'activitat humana. Aquests vapors o sòlids en suspensió tenen una vida mitjana de 10 dies a l'aire fins que precipiten a la superfície pel seu propi pes o arrossegats per les precipitacions. Són productes, poc solubles en aigua, i per tant, en els rius i llacs s'acostumen a adherir sobre partícules suspeses o sobre el fons dels rius o llacs, on acaben dipositats finalment formant part dels sediments, rarament passen a les aigües subterrànies que es filtren pel terreny.
Les concentracions en l'aire en les zones urbanes són ínfimes (entre els picograms i els femtograms per metre cúbic d'aire), i en les zones rurals i les aigües potables no són generalment detectables.

## Toxicitat

### Ingesta
Els dibenzofurans policlorats estan poc concentrats en el medi i per això molt poca quantitat ens prové de partícules en suspensió respirades o a través de la pell, de fet es calcula que el 90% dels dibenzofurans policlorats que entren al nostre cos ho fan a través de l'alimentació. En ser productes poc solubles en aigua i molt solubles en lípids, aquests productes es van bioacomulant lentament en les capes de greix d'organismes animals i vegetals. Tot i que val a dir que la part provinent dels vegetals és molt inferior, ja que aquests només els han pogut adquirir a través dels teixits.
Per la seva afinitat als lípids, és fàcil trobar els DFPC en la llet materna que conté greixos, tot i que, al tractar-se la lactància d'un període limitat de temps i en concentracions molt baixes, es recomana igualment donar [llet materna] als nadons pels seus nombrosos beneficis.
Els dibezofurans policlorats no s'han de confondre amb el furan, un compost no clorat amb usos industrials i que també es pot formar en alguns aliments en processos de cuina.

### Perillositat
Tot i que apareix en la Proposta 65 de California d'Agents carcinògens, se sap que és carcinogen per certs mamífers, però tan sols es creu que pot ser-ho pels humans. Són compostos que es bioacumulen en el teixit adipós dels vertebrats i que són molt resistents al metabolisme.
A Catalunya, l'Agència Catalana de Seguretat Alimentària de la Generalitat de Catalunya fa estudis periòdics sobre la concentració d'aquests contaminants en els productes alimentaris amb un primer estudi l'any 2000 i el darrer publicat fins al moment sobre el període 2005-2007 (vegeu també enllaç extern gencat).